# Woda Grodziska

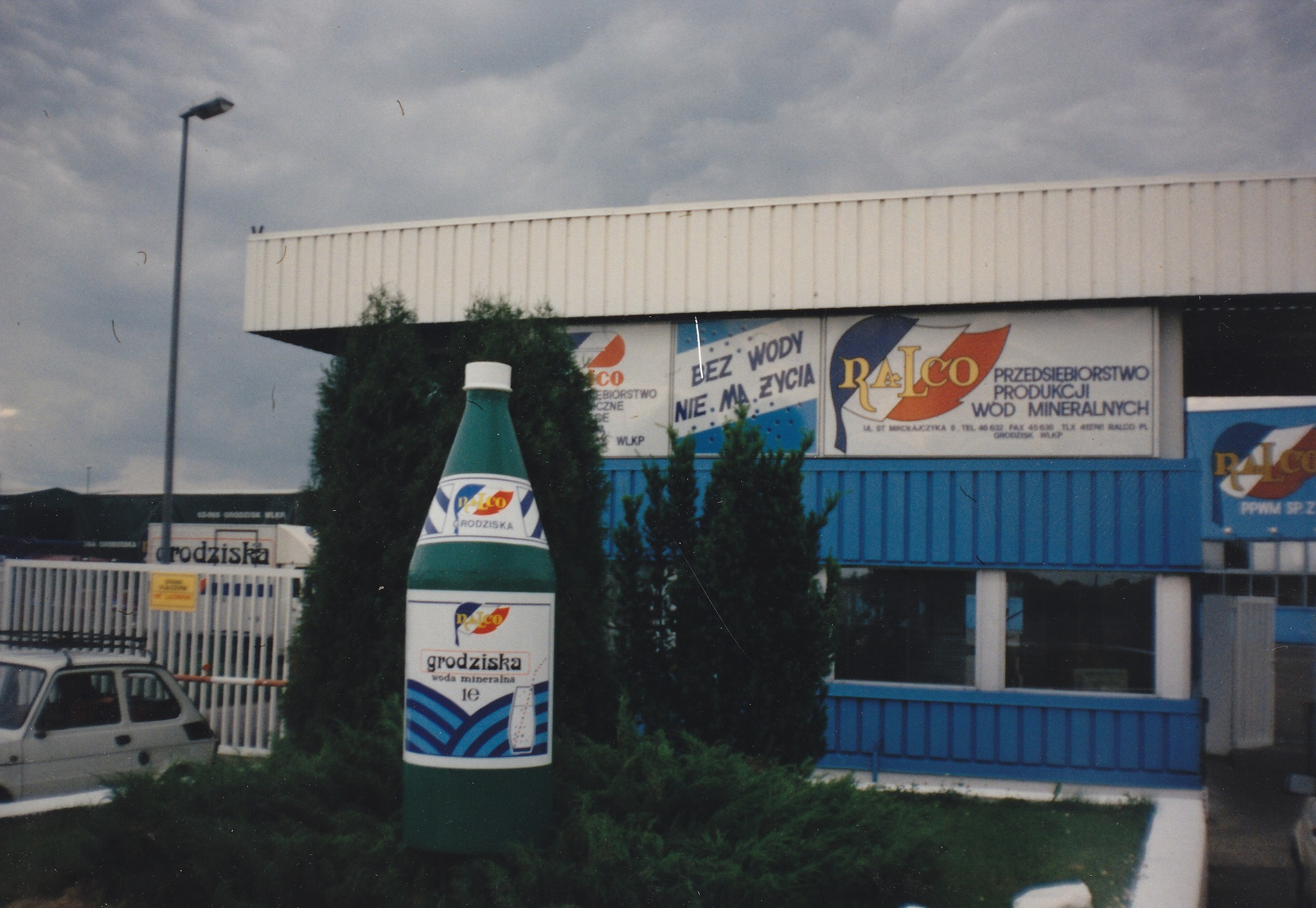
Portiernia - koniec XX w.

Woda Grodziska – woda stołowa niskozmineralizowana produkowana w Grodzisku Wielkopolskim.
Przedsiębiorstwo Produkcji Wód Mineralnych "WODA GRODZISKA" powstało w 1976 roku. Decyzja o jego lokalizacji właśnie w tym mieście związana była z właściwościami miejscowej wody, którą wykorzystywano od wieków m.in. do produkcji piwa grodziskiego. Występuje ona na różnych głębokościach pod całym miastem, wyróżnia się smakiem, czystością bakteriologiczną i chemiczną, a także harmonijną zawartością różnych składników mineralnych. Zakład przy ul. Mikołajczyka czerpał wodę przy pomocy wydajnych studni sięgających warstwy wodonośnej poziomu plejstoceńskiego na głębokości ok. 40–60 m. Wytwórnia została sprywatyzowana w 1993 roku, a jej nowym właścicielem została francusko-polska spółka "Ralco". W tamtym okresie produkowano wodę gazowaną oraz wody smakowe, a wielkość produkcji wynosiła ok. 70 mln litrów rocznie.
W 2002 roku nowym właścicielem zakładu została firma Hoop S.A. (obecnie Kofola S.A.), która przyczyniła się do jego rozbudowy, powstała m.in. nowoczesna hala magazynowa. Produkcji Wody Grodziskiej zaprzestano w roku 2009, a w grodziskim zakładzie rozlewano m.in. wodę Arctic. W 2011 wznowiono produkcję Wody Grodziskiej dla sieci Tesco. W 2017 grupa Kofola, do której należy Hoop, ogłosiła, że zamyka zakład w Grodzisku Wielkopolskim. W 2023 roku nieruchomość kupiła koreańska firma Younam Electric CO.,LTD.